# Rhyothemis splendens
Rhyothemis splendens – gatunek ważki z rodziny ważkowatych (Libellulidae).